# Множество сумм

Иллюстрация определения множества сумм на примере нескольких 4-элементных множеств с разными размерами. Одинаковым цветом обозначены разные значения. В таблице первыми выделяются цветом значения с несколькими различными представлениями.

Множество сумм — концепт аддитивной комбинаторики, соответствующий сумме Минковского конечных множеств.

## Определение
Пусть {\displaystyle {\mbox{G}}} — любая группа, {\displaystyle A,B\subset {\mbox{G}}} — конечные множества. Тогда их суммой называется множество
{\displaystyle A+B:=\{a+b:a\in A,\ b\in B\}}
Для одного множества {\displaystyle A} его множеством сумм называют {\displaystyle A+A}. Кратные суммы обозначаются сокращённо
{\displaystyle kA=A+\dots +A=\{a_{1}+\dots +a_{k}:a_{i}\in A,\ i=1,\dots ,k\}}

### Связанные определения
Аналогично определяются множество разностей, множество произведений, множество частных и тому подобные для любой операции. Например, множество произведений определяется так:
{\displaystyle A\times B=\{ab\ :\ a\in A,\ b\in B\}}
Величину {\displaystyle K(A)={\frac {|A+A|}{|A|}}} называют константой удвоения, а про множества, у которых она ограничена, говорят, что они имеют малое удвоение. В связи с теоремой сумм-произведений часто рассматривают множества с малым мультипликативным удвоением, то есть для которых ограничена величина {\displaystyle {\frac {|AA|}{|A|}}}.

## Свойства
Мощность множества сумм {\displaystyle A+B} связана с аддитивной энергией {\displaystyle E(A,B)} неравенством {\displaystyle |A+B|E(A,B)\leq |A|^{2}|B|^{2}}, поэтому последняя часто используется для её оценки.

### Суммы одного множества
Теорема Фреймана рассматривает размер {\displaystyle A+A} как показатель структурированности множества (если константа удвоения ограничена, то структура {\displaystyle A} похожа на обобщённую арифметическую прогрессию).
Теорема сумм-произведений связывает размер множества сумм и множества произведений. Основная гипотеза гласит, что {\displaystyle \max\{|A+A|,\ |AA|\}\geq |A|^{2-o(1)}} для {\displaystyle A\subset \mathbb {R} }. Сочетание суммирования и произведения в одном выражении привело к возникновению арифметической комбинаторики.
Изучается влияние поэлементного применения выпуклой функции к суммируемым множествам на размер множества сумм. Для выпуклых последовательностей известны нижние оценки на {\displaystyle |A+A|} и {\displaystyle |A-A|}. Более общо, для выпуклой функции {\displaystyle f} и множества {\displaystyle f(A):=\{f(a):a\in A\}} задачу оценки {\displaystyle \max\{|A+A|,|f(A)+f(A)|\}} и некоторые похожие иногда рассматривают как обобщение теоремы сумм-произведений, поскольку {\displaystyle AA=\exp \left({\log A+\log A}\right)} и поэтому {\displaystyle |AA|=|\log A+\log A|}, а функция {\displaystyle \exp } выпукла.

### Суммы нескольких множеств
Неравенство Плюннеке — Ружа утверждает, что разрастание (увеличение размера относительно складываемых множеств) кратных сумм {\displaystyle |kA+lB|,\ k,l\in {\mathbb {N} }} в среднем (относительно {\displaystyle k,l}) не сильно превышает разрастание {\displaystyle |A+B|}.
Неравенство треугольника Ружа связывает размеры {\displaystyle A-B,\ B-C,\ C-A} для любых множеств {\displaystyle A,B,C} и показывает, что нормализованный размер разности множеств {\displaystyle {\frac {|A-B|}{\sqrt {|A||B|}}}} можно рассматривать как псевдометрику, отражающую близость структуры этих множеств.

### Структура
Один из фундаментальных вопросов аддитивной комбинаторики: какую структуру могут или должны иметь множества сумм. По состоянию на начало 2020 года не известно какого-либо нетривиально быстрого алгоритма, позволяющего определить, представимо ли заданное большое множество в виде {\displaystyle A+B,\ (|A|,|B|\geq 2)} или {\displaystyle A+A,\ |A|\geq 2}. Однако известны некоторые частные результаты о структуре множеств сумм.
Например, множества сумм вещественных чисел не могут иметь малого мультипликативного удвоения, то есть если {\displaystyle A=B+C}, то {\displaystyle |AA|\geq |A|^{1+c}} для некоторого {\displaystyle c>0}. А в группе вычетов по простому модулю {\displaystyle p} есть лишь {\displaystyle 2^{\left({{\frac {1}{2}}+o(1)}\right)p}} множеств, представимых в виде {\displaystyle A+B,\ |A|,|B|\to \infty }.
Известно, что если {\displaystyle A,B} — плотные множества натуральных чисел, то {\displaystyle A+B} содержит длинные арифметические прогрессии. Тем не менее, в {\displaystyle {\mathbb {Z} }_{p}} известны примеры плотных множеств с сильной верхней оценкой на длину таких прогрессий.